# ساختار واحد دائمی
ساختار واحد دائمی (به انگلیسی: Permanent modular construction) یک روش ارائه است که در آن از تکنیک‌ها و روش‌های تولید کم بهره و خارج از محل استفاده شده است تا راه حل‌هایی برای کل ساختمان‌های چند طبقه یا تک طبقه در بخش‌های واحد قابل ارائه مطرح گردد. ساختمان‌های PMC، در شرایط کنترل شده ایجاد شده و می‌توانند از چوب، فولاد یا بتن ساخته شده باشند. واحدهای PMC را می‌توان در پروژه‌های ساختمانی تلفیق نمود یا به تنهایی و به عنوان یک راه حل اصلی ارائه داد و با MEP همراه نمود و قسمت‌های ثابت و تکمیل شده داخلی را شامل می‌گردد.
ساختمان‌ها ۶۰ تا ۹۰٪ خارج از محل در یک محیط کنترل شده کارخانه تکمیل گردیده‌اند و در سایت سازمان نهایی جابجا شده و سازماندهی شده‌اند. این مورد می‌تواند کل ساختمان یا اجزای گوناگون یا ساختارهای فرعی آن را در ساختارهای بزرگتر تشخیص دهد. در بسیاری از موارد، پیمانکاران واحد با پیمانکاران عمومی سنتی کار می‌کنند تا بتوانند منابع و مزایای هرکدام از انواع ساختارها را تعدیل کنند.
ساختمان‌های واحد دائمی، ساخته شده‌اند تا بتوانند کدهای ساختمانی مشابه و استانداردها را به عنوان ساختارهای ایجاد شده در محل پاسخ گویند و همچنین از مواد اختصاصی معماری مورد استفاده در ساختمان‌های مرسوم استفاده نمایند که در پروژه‌های ساخت و ساز واحد استفاده شده است. PMC می‌تواند طبقات زیاد تا آنجا که قوانین اجازه می‌دهد داشته باشد. بر خلاف سازمان‌های مجدداً واقع شده، ساختارهای PMC، در یک موقعیت خاص در کل طول عمر مفیدشان باقی می‌مانند.

## منافع

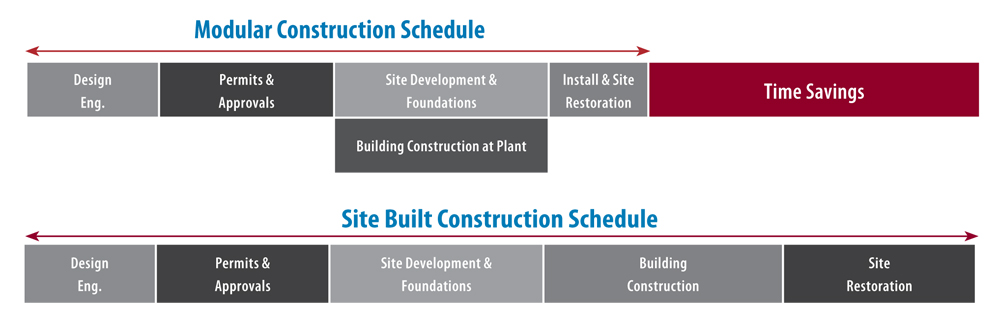
پیشرفت‌های همزمان سایت و ساختار ساختمان در کارخانه سبب کاهش برنامه به میزان ۳۰ تا ۵۰٪ می‌گردد

### فرایندهای ساخت و ساز تسریع شده
آنچه که در ساخت و ساز واحد منحصربفرد است این است که واحدها در یک کارخانه سازماندهی شوند و کار در محل در زمان مشابه یا حتی پیش از ساخت انجام می‌گیرد. این مورد اجازه می‌دهد تا ساختمان‌ها زودتر مورد استفاده قرار گیرند و دوره ساخت و ساز کلی کوتاه تری داشته باشند و سبب کاهش نیروی کار، منابع مالی و هزینه‌های نظارتی خواهد شد. برای صرفه جویی بیشتر در زمان و منابع مالی تقریباً تمامی اصول طراحی، مهندسی، بخشی از فرایند تولید به حساب می‌آیند.
همچنین آنچه که در ساخت واحد منحصربفرد است، قابلیت ساخت همزمان کف، دیوارها، سقف و قسمت‌های دیگر می‌باشد. در ساخت و ساز ساختمان‌های یک سایت، دیوارها تا زمانی ایجاد نمی‌گردند که کف در موقعیت خود قرار گیرد و سقف نمی‌تواند تا زمانی ساخته شود که دیوارها ایجاد شده باشند. از سویی دیگر، هنگام ساخت واحد، دیوارها، کف، سقف و قسمت‌های دیگر، همگی در یک زمان ساخته می‌شود و در ادامه، به یک کارخانه برده می‌شود تا یک ساختمان ایجاد شود. این فرایند اجازه می‌دهد تا زمان ساخت و ساز واحد نصف آن چیزی باشد که در ساخت و ساز ساختمان‌های مرسوم در نظر گرفته می‌شود.

### ساخت کیفی
تلفیق و ترکیب روش‌های ساختمانی سنتی، تولید کیفی و همچنین سازمان‌های طرف سوم با نظارت تصادفی، آزمون و همچنین خدمات اعطای گواهی برای کنترل کیفی امکانپذیر است و سازمان‌های واحد تجاری، در تطابق با قوانین و مقررات ملی، ایالتی و محلی ساخته می‌شود. به دلیل نیاز به جابجایی واحدها و مرحله نهایی، هرکدام از واحدها باید به صورت مستقیم ایجاد شده و بتواند نیازهای نصب و جابجایی را به خوبی پاسخ گویند. بدین ترتیب، سازماندهی واحد و واحد نهایی اجزای بادوام مستقل می‌تواند محصول نهایی را تولید کند که دوام بیشتری نسبت به تولید کنندگان ساختمان- سایت دارد.
واحدها باید به نحوی طراحی شوند که به خوبی باجنبه‌های زیبایی شناختی خارجی ساختمان‌ها و واحدهای موجود هنگام ساخته شدن هماهنگی و تطابق داشته باشند و بتوان آن‌ها را از ساختمان‌های اطراف متمایز ساخت.
پایداری
- مواد دفعی و دورریز کمتر - ساخت و ساز واحد، سبب می‌شود که بتوان خرید و کاربرد مواد ساخت و ساز را بهینه‌سازی نمود در حالی که تولید مواد دفعی در محل به حداقل رسیده و محصولات با کیفیت بالا برای خریدار تولید می‌گردد. مواد حجیم، به تسهیلات تولیدی انتقال داده می‌شوند که در آنجا به شکلی ایمن از نظر زیست محیطی در مقابل سرقت قرار گرفتن در معرض شرایط زیست محیطی محل کار محافظت می‌گردند.

بر مبنای دیدگاه‌های وراپ گروه انگلستان، تا ۹۰٪ کاهش در مواد را می‌توان از طریق استفاده از ساخت و ساز واحد حاصل کرد. موادی که استفاده از آن‌ها به حداقل رسیده شامل موارد زیر می‌باشند: پلت‌های چوبی، پوشش‌ها، مقوا، تخته‌های پلاستر، الوار، بتن، آجر و سیمان.
- اختلال کمتر در محل - ساختار واحد به صورت خارج از محل و همزمان با فونداسیون و کارهای دیگر صورت گرفته در محل تولید می‌گردند و بدین ترتیب سبب کاهش زمان و حداقل تأثیر در محیط سایت اطراف می‌گردد و سبب کاهش تعداد وسایل نقلیه و تجهیزات مورد نیاز در محل خواهد شد.
- انعطاف‌پذیری بیشتر و کاربرد مجدد - هنگامی که نیاز تغییر می‌کند، سازمان‌های واحد می‌توانند جداسازی شده و واحدها مجدداً در حال کاربردهای دیگر ایجاد گردند که به کاهش تقاضای مواد خام و به حداقل رسانیدن مقادیر انرژی مورد استفاده برای ساخت ساختمان و پاسخگویی به نیازهای جدید می‌انجامد. به طور خلاصه، کل ساختمان در برخی از موارد مجدداً بازیافت می‌شود.
- بهبود کیفیت هوا - بسیاری از مسائل مرتبط با کیفیت هوای فضای بسته در ساخت و ساز جدید معرفی شده‌اند که از سطوح بالای رطوبت در مواد ایجاد چارچوب حاصل شده است. به دلیل اینکه ساختار واحد در مجموعه کنترل شده در کارخانه با استفاده از مواد خشک تکمیل شده است، پتانسیل سطوح بالای به دام افتادن رطوبت در ساخت و ساز جدید حذف می‌شود.

ساختمان‌های واحد می‌توانند با نیازهای LEED در تمامی طبقه‌بندی‌های ساخت و ساز ساختمان- سایت هماهنگ باشند و حتی می‌توانند مزایایی را در مناطق سایت‌های پایدار ایجاد نمایند. ساخت و ساز واحد همچنین می‌تواند مزایایی را در طبقه‌بندی‌های مشابه در قوانین ساخت و ساز سبز بین‌المللی داشته باشد.

## بازارهای اصلی
ساختمان‌های واحد دائمی را می‌توان در تمامی کاربردهای گوناگون در موقعیتی استفاده کرد که ساختارهای ساختمانی ثابت مورد استفاده قرار می‌گیرند. بازارهای اصلی مورد استفاده شامل آموزش K12، خانه‌های دانش آموزی آموزش عالی، فضاهای اداری و اجرایی، خرده فروشی و بیمارستان، مراقبت از سلامت و همچنین تسهیلات سرمایه‌گذاری شده عمومی می‌باشد.